# Tetrablemma
Genre
Synonymes
- Indonops Tikader, 1976

Tetrablemma est un genre d'araignées aranéomorphes de la famille des Tetrablemmidae.

## Distribution
Les espèces de ce genre se rencontrent en Océanie, dans le Sud de l'Asie, en Afrique subsaharienne et en Amérique tropicale.

## Habitat
Les tetrablemma se trouvent dans la litière de feuilles des forêts tropicales où elles construisent des toiles en nappes horizontales dans les interstices et aussi dans les grottes.

## Description
Ces petites araignées caparaçonnées ont un corps fortement sclérifié, y compris l'abdomen couvert par un scutum dorsal et de nombreuses plaques latérales et ventrales.
L'appareil génital des femelles est complexe.

## Liste des espèces
Selon World Spider Catalog (version 22.5, 26/12/2021) :
- Tetrablemma alaus Burger, Harvey & Stevens, 2010
- Tetrablemma alterum Roewer, 1963
- Tetrablemma benoiti (Brignoli, 1978)
- Tetrablemma brevidens Tong & Li, 2008
- Tetrablemma brignolii Lehtinen, 1981
- Tetrablemma deccanense (Tikader, 1976)
- Tetrablemma extorre Shear, 1978
- Tetrablemma gongshan Lin, 2021
- Tetrablemma helenense Benoit, 1977
- Tetrablemma kepense Lin, Li & Jäger, 2018
- Tetrablemma loebli Bourne, 1980
- Tetrablemma magister Burger, 2008
- Tetrablemma manggarai Lehtinen, 1981
- Tetrablemma marawula Lehtinen, 1981
- Tetrablemma mardionoi Lehtinen, 1981
- Tetrablemma medioculatum O. Pickard-Cambridge, 1873
- Tetrablemma menglaense Lin & Li, 2014
- Tetrablemma mochima Martínez, Flórez-Daza & Brescovit, 2020
- Tetrablemma namkhan Lin, Li & Jäger, 2012
- Tetrablemma nandan Lin & Li, 2010
- Tetrablemma okei Butler, 1932
- Tetrablemma phulchoki Lehtinen, 1981
- Tetrablemma rhinoceros (Brignoli, 1974)
- Tetrablemma samoense Marples, 1964
- Tetrablemma sokense Lin, Li & Jäger, 2018
- Tetrablemma tatacoa Martínez, Flórez-Daza & Brescovit, 2020
- Tetrablemma thamin Labarque & Grismado, 2009
- Tetrablemma viduum (Brignoli, 1974)
- Tetrablemma vietnamense Lehtinen, 1981
- Tetrablemma ziyaoense Lin & Li, 2014

## Publication originale
- O. Pickard-Cambridge, 1873 : « On some new genera and species of Araneida. » Proceedings of the Zoological Society of London, vol. 1873, p. 112-129 (texte intégral).